# Партенопей
Партенопей, також Парфенопей (грец. Παρθενοπαίος) — син мисливиці Аталанти, учасник походу сімох проти Фів.